# Fejes Mária Anna
Fejes Mária Anna (Budapest, 1931 – 2021. január 4.) magyar építészmérnök. Építészmérnöki oklevelének száma: 1966/i961. 1967-től az Építésznők Nemzetközi Szövetség szervezetének főtitkára. A Budapesti Műszaki és Gazdaságtudományi Egyetem Szenátusa 2011-ben aranydiploma adományozásával ismerte el értékes mérnöki és társadalmi tevékenységét.

## Szakmai pályafutása
1950-től – egyetemi tanulmányai alatt is – a Lakóépület-tervező Vállalatnál (LAKÓTERV) dolgozott, mint építész szerkesztő, illetve 1958-1964 között mint építész tervező. Ezután 1979-ig a Tervezésfejlesztési és Típustervező Intézet (TTI) munkatársa lett, vezető építész tervező és építész műteremvezető beosztásban, majd 1987-ig az Építésügyi és Városfejlesztési Minisztérium volt munkahelye, minisztériumi főmérnök beosztásban. 1987 óta mint szellemi szabadfoglalkozású, vezető építésztervezőként dolgozik. 1999-2005 között a MÉSZ titkára. 2005-től zsűritagként, különböző városokban, valamint a minisztériumi Központi Tervtanácsban vesz részt. 1997 óta építészkamarai tag. Szakterülete a lakóépület-tervezés, gyermekintézmények, szociális intézmények, kereskedelmi és vendéglátóipari létesítmények tervezése, funkcionális fejlesztése, kutatása voltak.
Több megvalósult épülete van többek között Miskolcon, Tatabányán, Kazincbarcikán, Budafokon, nyaralóépületek Visegrádon, Sajkodon, Tihanyban stb. 1961-1979-ig külső oktatóként építéstervezést oktatott a Lakóépület-tervezési Tanszékén és a Szerkezetépítő Mérnöki Kar Magasépítési Tanszékén. Két alkalommal 1970-ben és 1980-ban Franciaországban 3-3 hónapig ösztöndíjasként tanulmányúton vett részt. Számos publikáció, külföldi előadás fűződik nevéhez.
1967-től az Építésznők Nemzetközi Szövetsége szervezetének főtitkára.

## Jelentős alkotásai
Több megvalósult épülete van többek között Miskolcon, Tatabányán, Kazincbarcikán, Budafokon, nyaralóépületek Visegrádon, Sajkodon, Tihanyban stb.
1961-1979-ig külső oktatóként építéstervezést oktatott a Lakóépület-tervezési Tanszékén és a Szerkezetépítő Mérnöki Kar Magasépítési Tanszékén.

## Szakmai-, társadalmi elismerései
- 1999-2005 között a MÉSZ titkára
- 1967-től az Építésznők Nemzetközi Szövetsége szervezetének főtitkára
- 2011: Aranydiploma